# Punta Tre Vescovi
La Punta Tre Vescovi (in francese, Pointe des Trois-Évêques; pron. fr. AFI: [pwɛ̃t de tʁwɑz‿evɛk] - 2.503 m s.l.m.) è una montagna delle Alpi Biellesi.
Si trova tra la Valle del Lys (o Valle di Gressoney, AO), la Valsesia (VC) e la Valle Cervo (BI) ed interessa il comune di Gaby (AO), quello di Rassa (VC) e un'isola amministrativa del comune di Andorno Micca (BI).

## Toponimo
Deve il suo nome al fatto che sul punto culminante convergono i territori delle diocesi di Biella, Aosta e Novara.
Da non confondersi con l'omonima, sia pure meno rilevante, "Punta Tre Vescovi" (2.344 m), situata 500 m a nord-est della Colma di Mombarone.
Esistono poi almeno anche una Rocca dei Tre Vescovi (Alpi Marittime) e un Pizzo Tre Vescovi (Monti Sibillini).

## Descrizione
La montagna rappresenta un nodo orografico importante perché da essa si dipartono le creste che delimitano il bacino del torrente Cervo.
Presenta una evidente anticima a quota 2.482 m circa 300 m ad est del punto culminante, in direzione della Bocchetta del Croso. 
Il colle della Mologna Grande la separa dai vicini Gemelli di Mologna. 
Sul versante valsesiano, attorno a quota 2.300 m, sono annidati alcuni laghetti (laghi dei Tre Vescovi); anche sul versante valdostano esiste un piccolo specchio d'acqua (il lac du Grekij), sia pure di dimensioni molto minori.
Dalla vetta della montagna si gode di buona vista, oltre che sulle valli e sulle montagne circostanti, anche sul Monte Rosa, sul monte Bo e sulla pianura vercellese. La salita costituisce una escursione nota e apprezzata fin dall'Ottocento.

## Geologia
La montagna è costituita principalmente di rocce gneissiche.

## Escursionismo

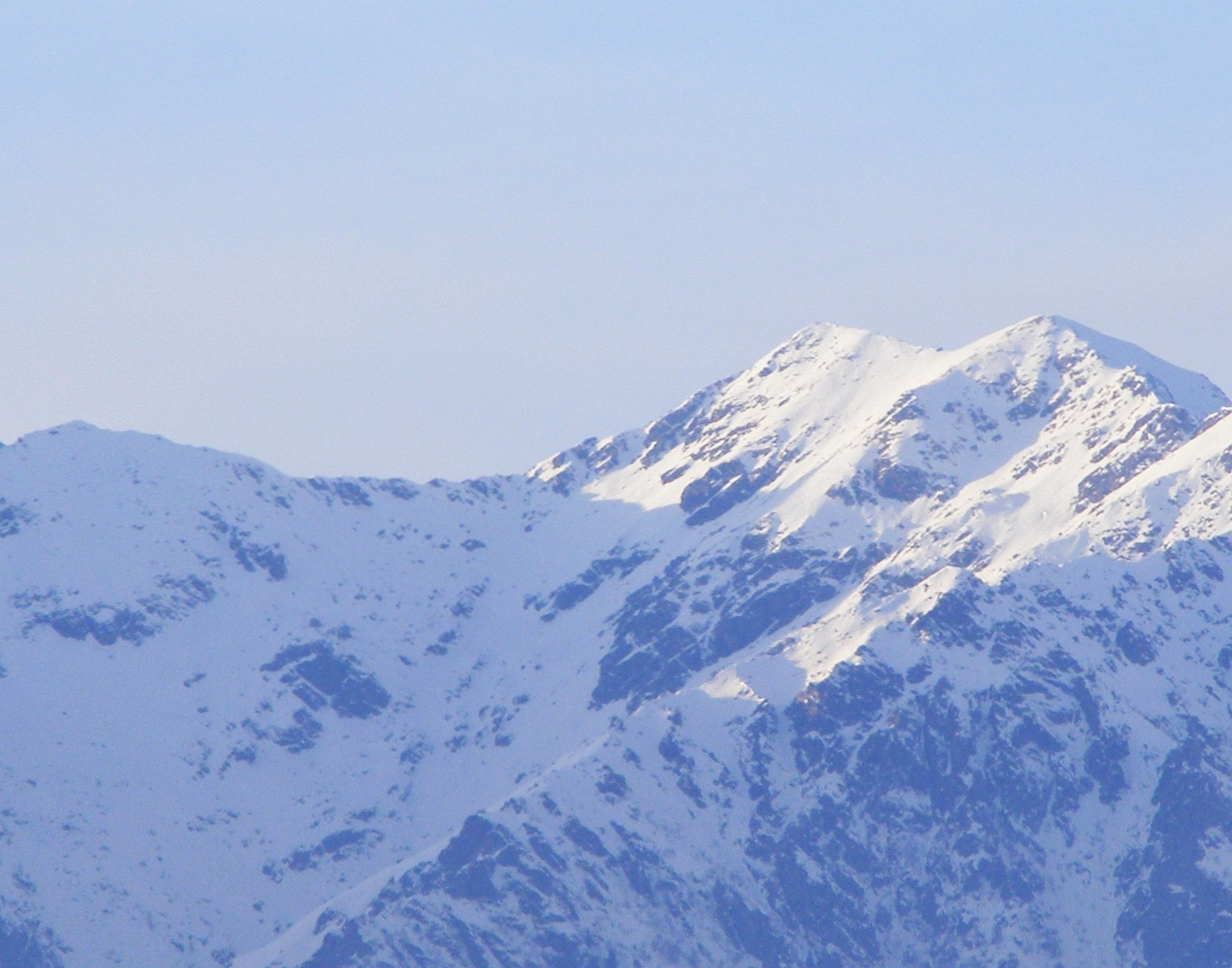
I Tre Vescovi d'inverno visti dalla Colma di Biella

La vetta è raggiungibile da Piedicavallo seguendo la segnaletica E60 per il rifugio Alfredo Rivetti. Raggiunto il colle della Mologna Grande occorre andare verso destra e iniziare la cresta che in 30 minuti dal colle porta in vetta. È possibile anche l'accesso da Gaby (AO), sempre attraverso il colle della Mologna Grande, o da Rassa (VC), attraverso la val Sorba.

## Punti di appoggio
- Rifugio Rivetti